# 1. Korvettengeschwader
Das 1. Korvettengeschwader (1. KorvGschw) ist ein Bootsgeschwader der Deutschen Marine und untersteht der Einsatzflottille 1 in Kiel.
Es wurde am 26. Juni 2006 aufgestellt und wird von einem Kommandeur im Dienstgrad eines Fregattenkapitäns geführt. Das Geschwader verfügt über einen Geschwaderstab, eine Systemunterstützungsgruppe (SUG), das Einsatzausbildungszentrum Korvetten (EAZ K) und derzeit fünf Korvetten der Braunschweig-Klasse, die im Zeitraum von 2008 bis 2013 in Dienst gestellt wurden. Standort des Geschwaders ist der Marinestützpunkt Hohe Düne im gleichnamigen Rostocker Ortsteil.
Im November 2018 wurde bekanntgegeben, dass mit dem Zulauf des zweiten Loses der Korvetten K130 die Zahl der Dienstposten von 500 auf 1050 aufwachsen würde.

## Einheiten
- Braunschweig
- Magdeburg
- Erfurt
- Oldenburg
- Ludwigshafen am Rhein

Die Korvette Nr. 6, die erste der sog. Ergänzungsbeschaffung (2. Los) wurde bereits am 25. April 2019 auf Kiel gelegt. Sie wird den Namen Köln tragen und soll 2024 in Dienst gestellt werden. Vier weitere Korvetten mit den Namen Emden, Karlsruhe, Augsburg und Lübeck sollen sukzessive ab 2025 zulaufen.

## Das Wappen
Die Grundfarben des Wappens sind Rot und Weiß. Sie erinnern an die Hanse und stehen für den freien Handel über die See. Die fünf weißen Sterne repräsentieren die ursprüngliche Anzahl der Korvetten im Geschwader. Die drei roten Sterne den Stab, die Systemunterstützungsgruppe und (heute) das Einsatzausbildungszentrum (früher für den Tender DONAU, der dem Geschwader zugeordnet war). Die nach unten geneigten Schwerter und das blaue Schild, das die X-Form der Korvette andeutet, symbolisieren die Bereitschaft, der Bundesrepublik Deutschland treu zu dienen und den Frieden und die Freiheit des deutschen Volkes tapfer zu verteidigen. Die Figur des Springers darin stellt in der Ausführung eines Seepferdchens den maritimen Bezug zum Schachspiel her, das seit Jahrtausenden als Symbol für Strategie und Taktik steht. Die Wertigkeit dieser Spielfigur rangiert oberhalb der Bauern und liegt unterhalb von Dame und König. Eine vergleichbare Rolle spielt auch die Korvette, die zwischen den kleineren und größeren Überwasser-Seekriegsmitteln anzusiedeln ist. Der Springer hat darüber hinaus auch eine besondere Bedeutung, weil er als einzige Figur über andere Figuren springen kann. Hierdurch wird die individuelle Flexibilität und der hohe Einsatzwert der Korvetten unterstrichen.
Zugleich erinnert die Schachfigur des Springers auch an die Zahl „1“, die für das 1. Korvettengeschwader steht.

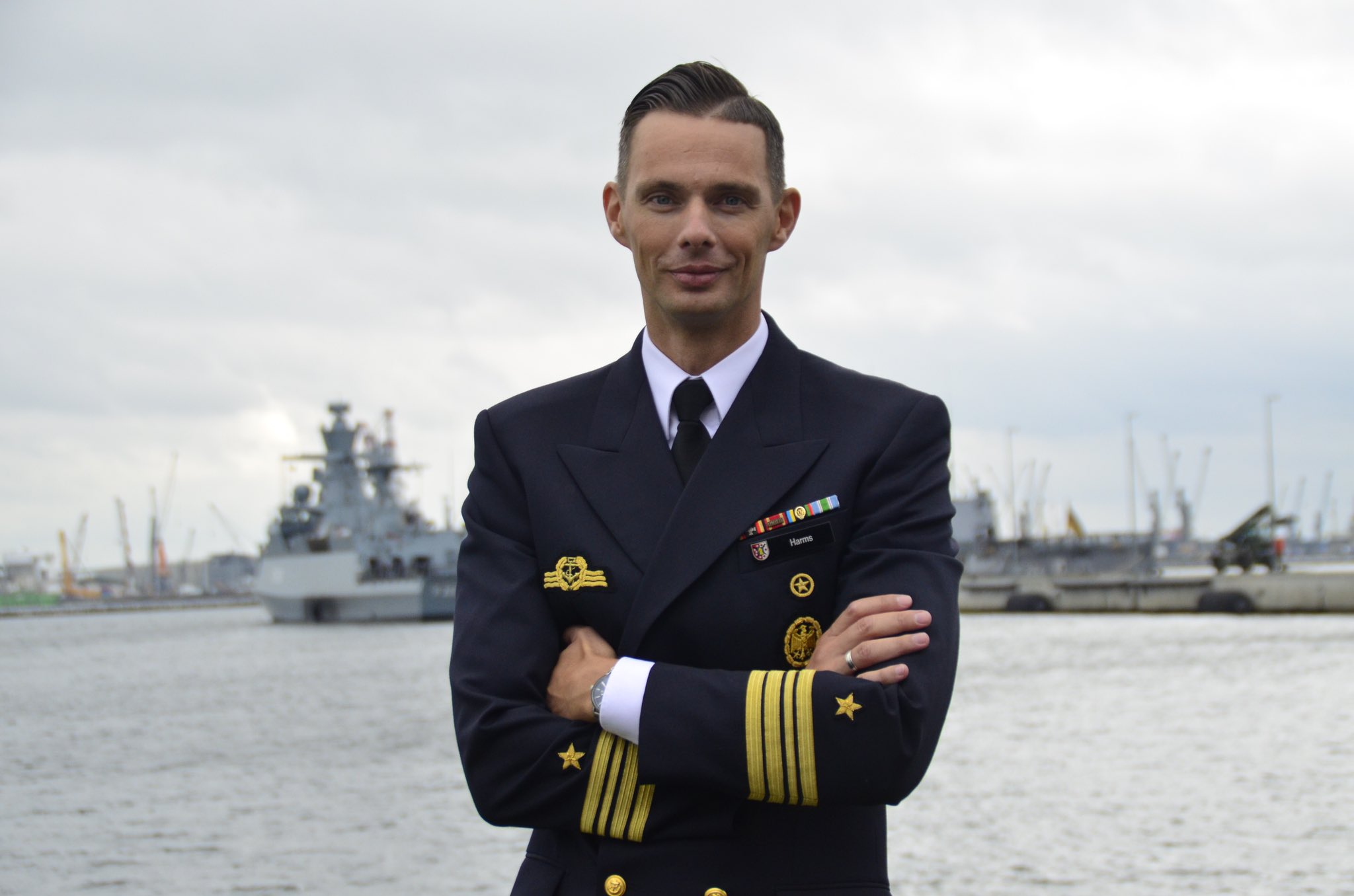
Der 8. Kommandeur 1. KorvGschw, FKpt Harms (2021)

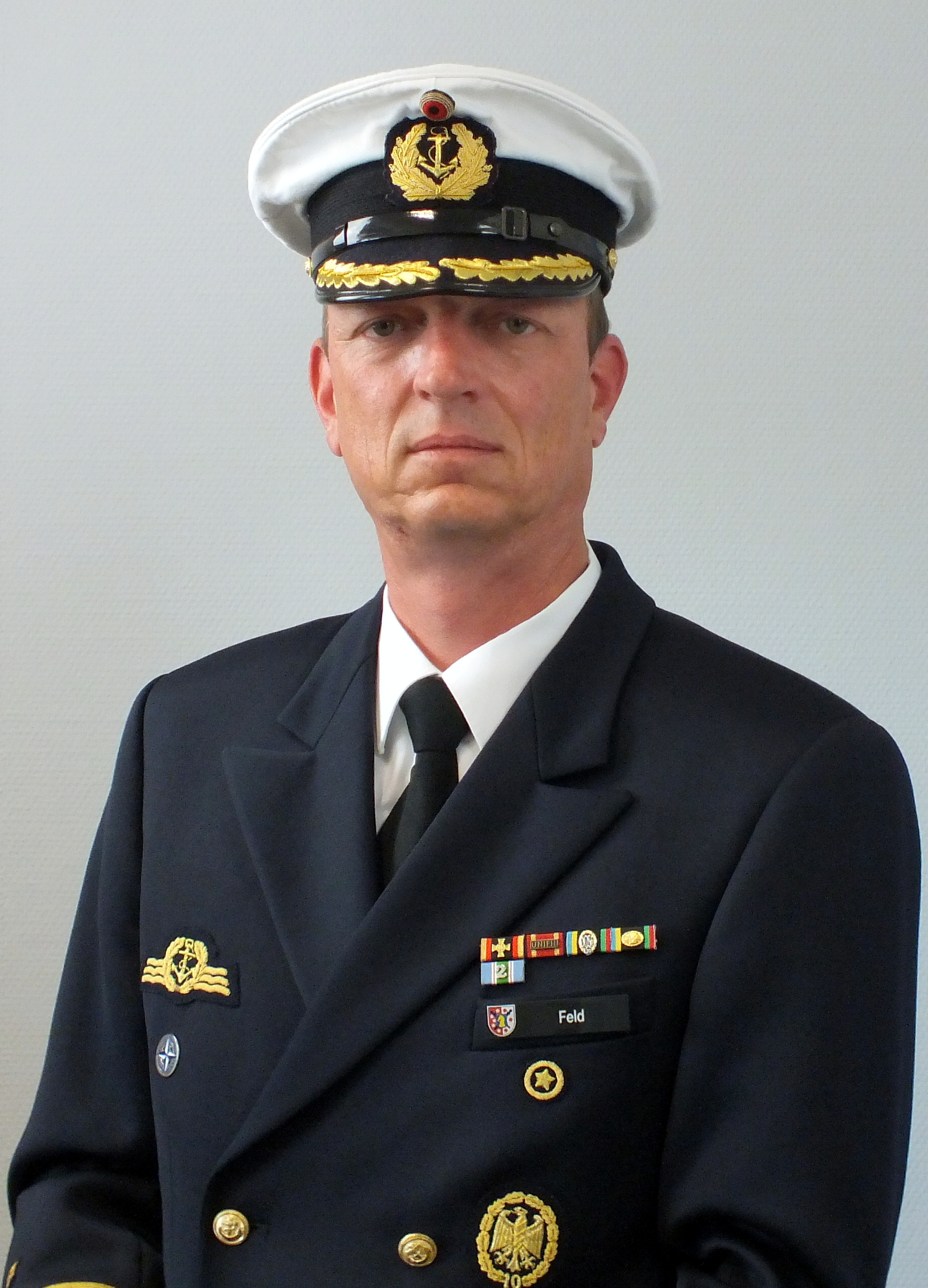
Der 7. Kommandeur 1. KorvGschw, FKpt Feld (2020)

## Kommandeure
| Nr. | Name                                     | Beginn der Amtszeit | Ende der Amtszeit  |
| --- | ---------------------------------------- | ------------------- | ------------------ |
| 9   | Fregattenkapitän Marc Tippner            | 5. Oktober 2023     |                    |
| 8.  | Fregattenkapitän Kenneth Harms           | 27. September 2021  | 5. Oktober 2023    |
| 7.  | Fregattenkapitän Florian Feld            | 7. März 2019        | 27. September 2021 |
| 6.  | Fregattenkapitän Sascha Zarthe           | 16. Juni 2016       | 7. März 2019       |
| 5.  | Fregattenkapitän Nicolas Liche           | 18. Juni 2014       | 16. Juni 2016      |
| 4.  | Fregattenkapitän Christoph Otto Ciliax   | 24. September 2012  | 18. Juni 2014      |
| 3.  | Fregattenkapitän Lars Schümann           | 12. Oktober 2010    | 24. September 2012 |
| 2.  | Fregattenkapitän Henning Faltin          | 2. Oktober 2008     | 12. Oktober 2010   |
| 1.  | Fregattenkapitän Johannes Schmidt-Thomée | 26. Juni 2006       | 2. Oktober 2008    |